# 全体社会
全体社会（ぜんたいしゃかい）とは、社会学用語の一つ。これは社会の形態を意味する言葉であり、部分社会や集団や制度などといった事柄のそれぞれの要素が関連を持つことで形成された、相対的に総合的な統一体のことである。全体社会を示す目安としては、それが相対的に完全な自足的な生活圏を持っているかということが存在する。またそれが社会を秩序付ける最高度の組織により、社会が自主的に維持できているかということも全体社会を形成できているかという目安になる。